# Егорова, Ирина Николаевна
Ири́на Никола́евна Его́рова (в девичестве — Кудрина, ныне — Павлова, 8 апреля 1940 года, Иваново, РСФСР, СССР) — советская конькобежка. Двукратный серебряный призёр IX зимних Олимпийских игр 1964 года, чемпионка СССР и 3-кратная призёр чемпионатов СССР. Заслуженный мастер спорта СССР (1964; знак № 1469).

## Биография
Ирина Кудрина родилась в Иванове в многодетной семье из шести детей. Её маму Александру Николаевну Кудрину, по профессии - ткачиха, Никита Хрущёв наградил медалью «За трудовую доблесть» ещё в 1940 году за рождения 6-го ребёнка. Ирина на коньки встала в раннем детстве. В возрасте 10 лет, учась в четвёртом классе она побеждала в школьных городских соревнованиях, выигрывая даже у мальчиков.
Первая серьёзная победа пришла к ней в девятом классе, когда участвовала на первенстве России в Ижевске. Вернувшись в Иваново она выступила на чемпионате области среди взрослых и пробежала 500 метров за 49,1 сек. Это был всесоюзный рекорд среди девушек старшего возраста. В 1960 году на Всесоюзных студенческих играх в Челябинске ей удалось стать победительницей на трёх дистанциях и выполнить норматив мастера спорта.
В 1962 году Ирина дебютировала на чемпионате СССР и тогда же стала чемпионкой на дистанциях 1000 и 1500 м на чемпионате РСФСР. В 1963 году вошла в состав сборной и впервые участвовала на чемпионате мира в классическом многоборье, где сразу заняла 4-е место, при этом выиграла малую серебряную медаль в забеге на 1000 м. В 1964 году на зимних Олимпийских играх в Инсбруке она завоевала две серебряные медали на дистанциях 500 м и 1000 м, уступив только Лидии Скобликовой.
Следом на чемпионате мира в классическом многоборье она заняла 5-е место, где также выиграла малую золотую медаль в беге на 1000 м. Через год на чемпионате мира в классическом многоборье опустилась на 6-е место, выиграв при этом малые серебряные медали в забегах на 500 и 1000 м. В 1966 году Ирина вновь поднялась на 4-е место на чемпионате мира в Тронхейме, а на следующий год стала 7-й на чемпионате мира в Девентере.
В 1968 году участвовала на своих вторых X зимних Олимпийских играх в Гренобле и заняла 5-е место в забеге на 1000 м и 9-е на 500 м. Ирина ещё два года участвовала в Национальных соревнованиях и в 1970 году завершила карьеру спортсменки.

## Личная жизнь
Ирина Егорова в 1963 году окончила Ивановский текстильный институт, где проработала до 1964 года. В 1970 году окончила факультет физического воспитания Ивановского государственного педагогического института.
С 1964 по 1967 год тренировала конькобежцев в Иваново и Москве. С 1989 по 2004 год Ирина Николаевна работала школьной учительницей физического воспитания в общеобразовательной школе N8 в Иваново, а позже возобновила свою тренерскую деятельность в спортивном обществе «Динамо». Вдова. Имеет сына Александра и двух внучек.

## Награды
- 1964 год — награждена медалью «За трудовую доблесть»
- 26 мая 1996 года — присвоено звание Почётный гражданин города Иванова[5]
- 14 января 2002 года — награждена медалью ордена «За заслуги перед Отечеством» II степени за заслуги в развитии физической культуры и спорта.
- 2004 год — награждена дипломом Олимпийского комитета России «За развитие олимпийского движения».